# Вестраадт, Саймон
Вестраадт, Саймон (31 марта 1986 года) — игрок в регби из ЮАР, выступает за клуб Griquas в южноафриканском Кубке Карри. Его обычная игровая позиция — хукер. Ранее он выступал за «Западную Провинцию» (Western Province), «Пумас» (Pumas) и «Енисей-СТМ» (Красноярск).
Он был членом команды «Пумас», когда та впервые выиграла Кубок Vodacom в 2015 году, победив Western Province со счетом 24–7 в финале.
Воспитанник Western Province. За этот союз выступал с 2006 по 2008 год. С 2009 по 2014 год играл за Griquas, провел 68 игр, набрал 50 очков. Следующим клубом Вестраадта был Pumas, из которого Симон и перебрался в "Енисей-СТМ". За "Пум" он сыграл 53 матча и набрал 65 очков. В 2015 году стал победителем Vodacom Cup. Провел семь матчей в сезоне 2021 года в Кубке Карри и был признан лучшим хукером сезона.
За "Енисей-СТМ" дебютировал 9 октября 2021 года в матче против "Ростова" и отметился жёлтой карточкой. И в том же 2021 выиграл Кубок России по регби.
В начале февраля 2022 года покинул "Енисей-СТМ".